# King's Raid: Successors of the Will
King's Raid: Successors of the Will (キングスレイド 意志を継ぐものたち Kingusu Reido Ishi o Tsugu Mono-tachi?) es una serie de televisión de anime japonesa adaptación del videojuego del mismo nombre. Es producido por Sunrise Beyond y se emitió desde octubre de 2020 hasta marzo de 2021.

## Sinopsis
Hace 100 años, el Rey Kyle derrotó al Rey Demonio Angmund, lo que condujo a una era de paz para el reino de Orvelia. Ahora, el destino del aprendiz de caballero Kasel da un giro cuando llega la noticia de la aparición de demonios en su región. Klaus, un compañero de prácticas que es como su hermano mayor, se va a investigar y nunca regresa. El Gran Sabio Dominix envía a Kasel, junto con un equipo de aliados de confianza, a encontrar a su amigo y buscar una espada sagrada sellada que pueda salvar la tierra.

## Personajes
Riheet
 Seiyū: Ryōta Suzuki
Un elfo oscuro que pertenece a la facción mercenaria "Black Edge". Es contratado por el concejal Moriham de Orvelia para investigar la actividad demoníaca cerca de la ciudad real, pero él y Black Edge están conspirando secretamente para traicionarlo y tomar el control de Orvelia como venganza por la discriminación que los elfos oscuros han soportado.
Cuando los Black Edge son enviados a investigar las llanuras de Gallua en busca de actividad demoníaca, todo el escuadrón excepto Riheet son asesinados por el mago oscuro Malduk, causando que Riheet termine su alianza con el ejército orveliano y, por consejo de María, busque la espada mágica creada por Illya, la media hermana del rey Kyle. Más tarde descubre que él es un descendiente lejano de Illya y que ella nunca creó una espada sagrada falsa, sino más bien, un dispositivo tecno-mágico que protegería a su portador del poder del Rey Demonio y ella fue inculpada después de su muerte por nobles corruptos como discriminación contra los elfos oscuros.
Al darse cuenta de que no tiene nada que perder, se une a Scarlet en su lucha para obtener la espada sagrada Eia y matar a Malduk, un objetivo que apenas logra después de alcanzar el Árbol del Mundo. Durante la batalla final con Angmund, Riheet le da el dispositivo creado por Illya a Kasel, quien apenas logra derrotar a Angmund y salvar a su padre. Con el Rey Demonio derrotado, Scarlet le ofrece un título de nobleza a Riheet, quien en su lugar solicita revelar la verdad sobre Illya a sus compañeros elfos oscuros, con la esperanza de promover la verdadera paz entre ellos y Orvelia.
Ripine
 Seiyū: Yoshino Nanjō
La hermana menor de Riheet y segunda al mando del "Black Edge". Totalmente dedicada a su hermano, Ripine hará lo que sea necesario para ayudarlo a lograr sus objetivos, incluso si eso significa matar a miembros de su propio grupo. Ella apenas sobrevive a una confrontación directa contra Malduk y sólo se reúne con su hermano después de que las fuerzas de Angmund han sido derrotadas.
Kasel
 Seiyū: Kaito Ishikawa
Un aprendiz entrenando para convertirse en un Caballero Guardián de Orvelia. A pesar de su falta de disciplina, está decidido a proteger a las personas que le importan. Al enterarse de que su amigo Klaus fue visto por última vez luchando contra demonios en el bosque del Rey, se apresura a salvarlo. Su viaje lo lleva a Dominix, quien revela que Kasel es el hijo del legendario Rey Kyle y el único que puede detener la resurrección del Rey Demonio Angmund al encontrar la espada sagrada Eia, que derrotó a Angmund hace cien años.
A medida que pasa el tiempo, Kasel se vuelve capaz de usar el poder sagrado manifestado por Eia, pero este poder hace que Kasel dude de su propia capacidad para proteger a las personas que le importan. Considera completar su viaje solo en un intento de proteger a sus amigos, pero Frey lo convence de dejar que sus amigos lo acompañen.
Aunque se sorprende por la revelación de que su padre se ha convertido en el contenedor físico de Angmund, Kasel se compromete a salvarlo. Durante la batalla final, obtiene tanto la espada sagrada Eia como el colgante creado por Illya y los combina para salvar a su padre, permitiendo que su alma descanse en paz. Con la crisis terminada, Kasel finalmente se convierte en un Caballero Guardián oficial, pero en lugar de quedarse en Orvelia, elige emprender otro viaje con sus amigos.
Frey
 Seiyū: Ai Kakuma
Es una sacerdotisa de la Iglesia Santa de Orvelia. Ella conoce a Kasel y Klaus desde la infancia y ha llegado a preocuparse profundamente por ellos. Al enterarse de que Kasel podría morir en su lucha contra el Rey Demonio, Frey comienza a temer por su vida y no es hasta que Kasel la consuela que realmente decide quedarse a su lado. Durante la batalla final con Angmund, Frey finalmente admite que está enamorada de Kasel, una motivación que le permite a Kasel derrotar al Rey Demonio. Con la batalla terminada, una vez más elige acompañar a Kasel y sus amigos en otra aventura.
Cleo
 Seiyū: Ari Ozawa
Una joven hechicera que se especializa en la magia de fuego, entrenada por Dominix. Ella tiene mucho potencial pero carente de disciplina. Su magia mejora significativamente a lo largo de su viaje, y recibe consejos de varias personas para continuar apoyando a sus amigos de cualquier manera que pueda. Una vez que Angmund es derrotado, una vez más elige unirse a Kasel en otra aventura.
Roi
 Seiyū: Kengo Kawanishi
Anteriormente era un miembro del grupo mercenario "Flugel", Roi fue el único sobreviviente cuando sus compañeros de equipo se convirtieron en no-muertos. Fue rescatado por Dominix, quien le permitió quedarse en la Torre del Sabio a cambio de que Roi extendiera sus servicios a Dominix más tarde. Roi finalmente se convertiría en el guardaespaldas de Cleo y miembro de la expedición de Kasel. Con la derrota de Angmund, nuevamente elige unirse a Kasel en otra aventura.
Klaus
 Seiyū: Takuma Terashima
Un Caballero Guardián veterano de Orvelia. Conoce a Kasel y Frey desde la infancia. Se piensa que desaparecio en acción, lo que lleva a Kasel y Frey a intentar salvarlo. Se une a la expedición de Scarlet para investigar la actividad demoníaca en las llanuras de Gallua y más tarde contribuye en la batalla final contra Angmund, dando a Kasel el tiempo suficiente para derrotar al Rey Demonio. Se queda en Orvelia mientras Kasel y sus amigos se embarcan en otra aventura.
Theo
 Seiyū: Shun Horie
Un caballero para la nación de Grey. Después de enterarse de que Malduk convirtió al difunto rey de Grey en un no-muerto, exilió a Malduk.
Dominix
 Seiyū: Ryotaro Okiayu
Un sabio que ha vivido durante más de cien años, al usar su magia para mantener su apariencia joven. Se vuelve cercano con Kyle e Illya e hizo el intento de proteger al hijo de Kyle, Kasel, alejándolo de la capital y dándole una vida normal. Sin embargo, cuando la madre de Kasel fue asesinada por demonios, Dominix busca a Kasel y le revela sus orígenes.
Malduk
 Seiyū: Kentaro Ito
Un mago oscuro y antiguo sirviente del Rey Demonio Angmond. Él une fuerzas con María para resucitar a su maestro. Solía ser un hechicero del reino humano de Grey, pero su obsesión con la necromancia lo llevó a convertir al rey moribundo en un no-muerto, acción que provocó que Malduk fuera exiliado. Amargado, juró lealtad a Angmond y se dedicó a la resurrección del Rey Demonio. En su campaña, mata a todos los miembros de "Black Edge", causando que Riheet, el único sobreviviente, jure venganza contra él. Más tarde intenta robar la espada sagrada Eia del árbol del mundo, sólo para ser asesinado por Riheet.
Kyle
 Seiyū: Masaya Matsukaze
El legendario rey que salvó al mundo del Rey Demonio Angmund cien años antes de los eventos de la serie. Era el hermano menor adoptivo de la elfa oscura Illya y era el portador de la espada sagrada Eia, otorgada a él por Lua, la diosa de la luz, como la única arma que podía destruir a Angmund. Sin embargo, durante su pelea con Angmund, la Espada Sagrada perdió su poder y Angmund corrompió la mente de Kyle y tomó el control de su cuerpo para resucitar cien años después. Para asegurar la supervivencia de su línea de sangre, Dominix le lanzó un hechizo a la esposa de Kyle que la puso en un sueño profundo. Cuando despertó, dio a luz al único hijo de Kyle, Kasel.
Angmund es más tarde vuelve a la vida usando el cuerpo de Kyle e intenta matar a Kasel, quien usa tanto a Eia como el dispositivo tecno-mágico creado por Illya para destruir la armadura de Angmund y liberar a su padre. Kyle revela que su propio poder era insuficiente para destruir a Angmund, por lo que le rogó a Lua, la diosa de la luz, que le diera la espada sagrada Eia a su hijo, con la esperanza de que tuviera éxito donde Kyle falló. El alma de Kyle parte hacia al otro mundo, pero no antes de expresarle su amor a su hijo.
Maria
 Seiyū: Sakura Nakamura
Una antigua santa que adoraba a Lua, la diosa de la luz. Ella conocía a Kyle desde que era un príncipe y apoyó los esfuerzos de Illya para crear un equipo mágico que protegiera a Kyle del poder del Rey Demonio. Desafortunadamente, durante la Batalla en las llanuras de Gallua, Kyle fue corrompido por el poder del Rey Demonio y quedó atrapado en la misma grieta dimensional que el Rey Demonio, mientras que Illya fue asesinada por demonios mientras intentaba ayudar a Kyle. Creyendo que la diosa Lua había abandonado a sus amigos en su momento de mayor necesidad, María renunció a su lealtad a Lua y se dedicó a Leia, la diosa de la oscuridad. Sin embargo, una vez que Kyle resucita como el poseedor del alma del Rey Demonio, María comienza a conspirar contra Angmund y ayuda a Kasel con la escasa esperanza de salvar a Kyle. Durante la batalla final, ella gana suficiente tiempo para que Kasel use Eia y el colgante creado por Illya para destruir la armadura de Angmund y salvar a su padre. En los momentos finales de Kyle, se da cuenta de que Kyle sacrificó voluntariamente su vida para proteger la espada sagrada Eia y pasársela a su hijo, con la esperanza de que Kasel tuviera éxito donde Kyle falló. Después de que Kyle muere, María se va a algún lugar desconocido, llevándose todos sus pecados con ella.
Scarlet
 Seiyū: Mitsuki Nakae
La princesa de Orvelia y comandante en jefe de los Caballeros Guardianes de Orvelia. Ella solicita formalmente la ayuda de "Black Edge" para luchar contra el ejército de demonios que amenaza a Orvelia e intenta establecer una buena relación con su líder, Riheet. Ella se horroriza al enterarse de que Orvelia oprimió a los elfos oscuros y que, como venganza, Riheet quería apoderarse de Orvelia y oprimir a sus ciudadanos como retribución.
Eligiendo expiar los pecados de su reino, ella le pide ayuda a Riheet para encontrar la espada sagrada Eia y salvaguardarla del Rey Demonio. Después de que Angmund es derrotado, Scarlet le ofrece a Riheet un título de nobleza, una decisión que Riheet pone en espera, mientras se embarca en su propio intento de promover la paz entre Orvelia y los elfos oscuros.
Demia
 Seiyū: Mika Kanda
Un Caballero Guardián de élite de Orvelia. Ella contribuye en la batalla final contra Angmund, protegiendo a Scarlet mientras Kasel y sus amigos separan a Angmund de la espada sagrada Eia. Con el Rey Demonio derrotado, ella acepta ayudar a Scarlet a cambiar a Orvelia para mejor.
Lorraine
 Seiyū: Emi Hirayama
La maestra de Selene y uno de los aliados más antiguos del Rey Kyle en la guerra contra el Rey Demonio Angmund. Una bruja con poder sobre el bosque de Eliadora, también se le dio la autoridad para deshacer uno de los sellos colocados sobre la Espada Sagrada Eia. Al enterarse de que Kasel es el hijo del Rey Kyle, ella acepta deshacer su sello para que él pueda reclamar la espada. Ella es una de las amigas más antiguas de María y está decepcionada al saber que vendió su alma a Leia, la diosa de la oscuridad, por el dolor por la aparente muerte de Kyle. Con el Rey Demonio finalmente derrotado, Lorraine continúa vigilando el bosque de Eliadora, con Pavel a su lado.
Selene
 Seiyū: Juri Nagatsuma
La princesa de los elfos y una arquera talentosa. Ella desconfía de los humanos, pero se ve obligada a permitir que Kasel y sus amigos atraviesen el bosque para que vean a su maestra, Lorraine. Al ver a Kasel mostrar respeto a las criaturas del bosque, revalúa sus opinión sobre los humanos y llega a creer que pueden ser realmente personas buenas. Más tarde se une al grupo de Kasel en su viaje al Árbol del Mundo. Ella contribuye en la batalla final contra Angmund, ayudando a Kasel a separar la espada sagrada Eia del Rey Demonio. Con la batalla terminada, Selene admite sus propios sentimientos por Kasel, pero decide retenerlos por respeto a Frey.
Ophelia
 Seiyū: Takako Tanaka
La Astróloga real de Orvelia.
Jane
 Seiyū: Moe Toyota
Es la princesa del reino de Grey. Ella se horroriza al enterarse de que su padre, el rey, había sido convertido en un no-muerto por el hechicero Malduk, lo que llevó al exilio de Malduk.
Reina
 Seiyū: Yūki Takada
La hija de un noble del Imperio. Se negó a casarse por razones políticas, se escapó de casa y se convirtió en mercenaria para vivir su vida en sus propios términos. Cuando se instala brevemente en un pueblo habitado por elfos oscuros, conoce a Kasel y sus amigos durante su viaje a la Montaña Nevada Windfall y acepta su ayuda para resolver una serie de misteriosas desapariciones. Una vez que se resuelve el misterio, Reina aconseja a Kasel que deje de ser tan duro consigo mismo y que acepte la ayuda de sus amigos de vez en cuando. Con la batalla contra Angmund terminada, Reina es libre de continuar sus viajes.
Elise
 Seiyū: Riho Iida
Una joven que perdió a sus padres en un ataque demoníaco. Tiene problemas para hacer amigos hasta que conoce a Frey, quien alienta su amor por coleccionar flores y hornear. Más tarde se reúne con su padre Johann y se hace amiga de Scarlet. Una vez que Angmund es derrotado, ella y su padre parten de su pueblo y deciden viajar juntos por el mundo.

## Anime
El 9 de abril de 2020, se anunció una adaptación de la serie de televisión de anime y se emitió del 3 de octubre de 2020 al 27 de marzo de 2021 en TV Tokyo. El anime presenta una historia diferente a la trama original del juego, así como personajes originales con la voz de Ryōta Suzuki y Yoshino Nanjo. La serie está animada por OLM y Sunrise Beyond, con Makato Hoshino como director, Megumi Shimizu como compositora de la serie y Tatsuya Arai diseñando los personajes. Masahiro Tokuda está componiendo la música de la serie. Los miembros del elenco de la versión japonesa del juego repiten sus roles. Los temas de apertura son "legendary future" de fripSide (episodios 1 a 13) y "Eclipse" de Dreamcatcher (episodios 14 a 26), mientras que los temas de cierre son "SticK Out" de KOTOKO (episodios 1 a 13) y "One Wish" de Riho Iida (episodios 14-26). Funimation obtuvo la licencia de la serie y lo transmitió en su sitio web en América del Norte y las islas británicas. La serie duró 26 episodios. El 28 de noviembre de 2020, se anunció que se canceló el lanzamiento de Blu-ray de la serie.

#### Lista de episodios
| N.º en serie | N.º en temp. | Título | Dirigido por                                                                      | Escrito por    | Fecha de emisión original |
| --- | ------------ | --- | --------------------------------------------------------------------------------- | -------------- | ------------------------- |
| 1 | 1            | «Los demonios que acechan a la luz de la luna» Transcripción: «Tsukiyo ni Ugomeku Mamonotachi» (en japonés: 月夜に蠢く魔物たち) | Makoto Hoshino                                                                    | Megumi Shimizu | 3 de octubre de 2020      |
| El grupo mercenario "Black Edge" se ha instalado en la ciudad real de Orvelia y su líder Riheet es invitado al castillo por el concejal Moriham, quien sugiere usar a Black Edge para investigar los informes de actividad demoníaca en el Bosque del Rey. Aunque la corte real de Orvelia rechaza la ayuda de Black Edge, Riheet discute sus planes con sus compañeros elfos oscuros para hacerse cargo de la nación. Mientras tanto, Klaus y su escuadrón tienen la tarea de investigar a los demonios que acechan en el bosque. El escuadrón cae em una emboscada y varios soldados mueren, con solo Klaus manteniéndolos en línea mientras un solo soldado regresa a Orvelia para informar lo sucedido. Preocupados por su amigo, Kasel y Frey se apresuran a salvarlo. |              | |                                                                                   |                |                           |
| 2 | 2            | «La verdad revelada» Transcripción: «Akasareru Shinjitsu» (en japonés: 明かされる真実)                                          | Satoshi Takafuji                                                                  | Megumi Shimizu | 10 de octubre de 2020     |
| Kasel y Frey llegan al Bosque del Rey y encuentran los cadáveres de los soldados asesinados por los demonios. Sin embargo, no pueden encontrar a Klaus y son atacados por los demonios y su líder, una bruja. De repente, son salvados por los Black Edge, que le informan al dúo de su misión. Kasel y Frey son encontrados por la hechicera Cleo y su compañero Roi y son llevados a la torre voladora del sabio Dominix, quien encontró a Klaus herido y lo cuidó hasta que recuperó la salud. Al día siguiente, Dominix le informa a Kasel que él es el hijo del legendario Rey Kyle, quien derrotó al Rey Demonio Angmond hace cien años. Mientras tanto, Riheet informa de sus hallazgos a la corte real de Orvelia y Moriham utiliza este resultado para proponer una alianza con los elfos y los orcos, como Kyle hizo hace cien años. Sin embargo, Morihem planea usurpar el poder de la corte y convertirse en canciller de Orvelia. |              | |                                                                                   |                |                           |
| 3 | 3            | «Lo que dejaron los antecesores» Transcripción: «Senjin no Nokoshita Mono» (en japonés: 先人の遺したもの)                       | Tatsunari Koyano                                                                  | Megumi Shimizu | 17 de octubre de 2020     |
| Dominix le revela a Kasel y Frey que conocía a Kyle y a su media hermana adoptiva Illya hace cien años. Cuando solo era un príncipe, Kyle se vio obligado a tomar las armas contra un ejército de demonios que sitiaron el reino de Orvelia. Cuando se convirtió en rey, conoció a la madre de Kasel y obtuvo la Espada Sagrada Eia como regalo de Lua, la diosa de la luz, para derrotar a Angmond. Mientras Kyle luchaba contra Angmond, Dominix le lanzó a la esposa embarazada de Kyle un hechizo de sueño que duraría casi cien años para asegurar la supervivencia de la línea de sangre de Kyle. Aunque ganaron la batalla contra Angmond, Illya murió antes de que pudiera ayudar a Kyle y sus intentos de recrear la Espada Sagrada Eia con tecno-magia fueron vistos como herejía por el reino de Orvelia. Como resultado, los elfos oscuros fueron exiliados de Orvelia y soportaron un siglo de racismo y discriminación. Mientras tanto, la esposa de Kyle fue asesinada por demonios, dejando a Kasel, el hijo de Kyle, como el único sobreviviente. Dominix cree que la reciente actividad demoníaca podría ser una señal del inminente regreso de Angmond, por lo que le encarga a Kasel y a Frey que unan a los elfos y orcos y eliminen el sello de la Espada Sagrada Eia para que puedan usarla contra Angmond. También le encarga a Cleo y Roi que los acompañen en su viaje. |              | |                                                                                   |                |                           |
| 4 | 4            | «El bosque y los elfos» Transcripción: «Erufu no Sumau Mori» (en japonés: エルフの棲まう森)                                     | Masashi Abe                                                                       | Rie Koshika    | 24 de octubre de 2020     |
| Kasel y sus amigos llegan al bosque de Eliadora, donde conocen a Selene, la princesa de los elfos. A pesar de su desconfianza hacia los humanos, tiene órdenes de llevarlos con su maestra, Lorraine, quien les dará a los humanos información sobre la Espada Sagrada Eia. En su viaje a través del bosque, Kasel y sus amigos se hacen amigos de un pequeño treant llamado Necha. Desafortunadamente, son atacados por un demonio planta que mata a Necha, un acto que enfurece a Kasel y hace que mate al demonio planta de forma brutal, justo cuando Lorraine llega para ver a los humanos. |              | |                                                                                   |                |                           |
| 5 | 5            | «El poder de la espada sagrada» Transcripción: «Kiyoshi Ken no Chikara» (en japonés: 聖剣の力)                                  | Tatsunari Koyano                                                                  | Rie Koshika    | 31 de octubre de 2020     |
| Kasel y sus amigos pasan la noche en la casa de Lorraine y entierran el brote de Necha en el lugar donde solía jugar. Selene observa a Kasel presentando sus respetos a Necha, lo que hace que su semilla florezca. Sorprendida por la amabilidad de Kasel, Selene le admite a Lorraine que, aunque todavía desconfía de los humanos, está dispuesta a creer que algunos de ellos son personas realmente buenas. Lorraine está convencida de que Selene realmente vio bondad en Kasel, quita uno de los sellos de la Espada Sagrada Eia y le dice a Kasel que debe viajar a la montaña Ogria para pedirle al líder de los orcos que elimine el segundo sello. En su camino fuera del bosque, sin embargo, son atacados por el mismo demonio planta que había matado a Necha, solo que esta vez, Kasel es capaz de matarlo sin sucumbir a la ira vengativa. El grupo tropieza con la misma bruja que había luchado contra Black Edge en el bosque del rey. Durante la batalla, Cleo revela que Kasel es el hijo del Rey Kyle, y esto hace que la bruja le advierta a Kasel que se convertirá en la marioneta de Lua de la misma manera que Kyle. Mientras tanto, de vuelta en Orvelia, el concejal Moriham ha recibido autorización de los nobles para usar a Black Edge contra el ejército de demonios. Moriham ve esto como una oportunidad para convertir a Riheet en un caballero. |              | |                                                                                   |                |                           |
| 6 | 6            | «Experta en fuego» Transcripción: «Honō no Tsukaite» (en japonés: 炎の使い手)                                                   | Shigeru Fukase                                                                    | Megumu Sasano  | 7 de noviembre de 2020    |
| En su camino a la montaña Ogria, Kasel y sus amigos llegan a un pueblo cercano para reabastecerse y ganar dinero. Roi va al mercado a vender algunos artículos mientras Cleo encuentra empleo para Kasel, Frey y ella en un restaurante en las afueras de la ciudad. La dueña, Madame Volf, hace que el trío trabaje para reparar el restaurante y le explica a Cleo sobre su disgusto por la magia. Hace mucho tiempo, la ciudad fue azotada por una guerra y muchas personas murieron, dejando sola a Madame Volf como la única sobreviviente. De repente, el restaurante es atacado por demonios y la única forma de destruirlos es con fuego, pero Cleo es reacia a usar magia debido a la aversión de Madame Volf a la magia, hasta que Madame Volf se da cuenta de que ha estado dejando que el pasado dicte su vida y le permite a Cleo usar magia y salvar a sus amigos. Con el restaurante reparado, el grupo gana suficiente dinero para continuar su viaje. |              | |                                                                                   |                |                           |
| 7 | 7            | «El blanco del odio» Transcripción: «Nikushimi no Mukau Saki» (en japonés: 憎しみの向かう先)                                    | Satoshi Takafuji                                                                  | Megumi Shimizu | 14 de noviembre de 2020   |
| Scarlet, la princesa de Orvelia, solicita formalmente que Black Edge coopere con el ejército de Orvelia para facilitar una defensa contra los demonios. Riheet acepta la petición, viéndolo como una buena oportunidad para subvertir los intereses de Orvelia desde dentro. Tamm, un joven miembro de Black Edge, es atacado por un grupo de matones y Moriham cree que los matones fueron enviados por Zierro, un noble que odia a los elfos oscuros. Riheet y Ripine acorralan a Zierro con evidencia de sus acciones y Riheet amenaza con matarlo y solo cede cuando el padre de Zierro ruega por la vida de su hijo. Mientras tanto, la bruja, llamada María, se encuentra con su conocido, Malduk, un antiguo sirviente del Rey Demonio. Como siguiente paso en su objetivo de resucitar al Rey Demonio, María y Malduk acuerdan robar la Espada Sagrada Eia. |              | |                                                                                   |                |                           |
| 8 | 8            | «Recuerdos en los ojos» Transcripción: «Hitomi no Kioku» (en japonés: 瞳の記憶)                                                 | Masashi Abe                                                                       | Megumu Sasano  | 21 de noviembre de 2020   |
| Kasel y sus amigos llegan a una ciudad devastada por los demonios y acuerdan ayudar a la gente del pueblo a reconstruir sus hogares. Frey se hace amiga de una pequeña niña huérfana llamada Elise, quien al principio rechaza los intentos de Frey de llevarse bien con ella, pero finalmente se acerca más a ella y a los otros niños. El alcalde de la ciudad le ofrece a Frey un lugar para quedarse, habiendo notado que ella es una buena influencia para los niños, pero Frey finalmente elige permanecer en el grupo de Kasel. Descontenta con la decisión de Frey, Elise engaña a Frey para que entre en un cobertizo de herramientas y la encierra dentro. Cuando Kasel intenta encontrarla, es atacado por gusanos demonio, hasta que Frey se libera del cobertizo y ayuda a Kasel a matar a los demonios. Elise se disculpa con Frey y ambas chicas prometen volver a verse. |              | |                                                                                   |                |                           |
| 9 | 9            | «Cicatrices de los muertos» Transcripción: «Ibukuro no Hate ni» (en japonés: 胃袋の果てに)                                      | Tatsunari Koyano                                                                  | Rie Koshika    | 28 de noviembre de 2020   |
| Kasel y sus amigos llegan a un pueblo devastado por los no-muertos y se refugian en la casa de Johann, el padre de Elise, y el único sobreviviente de la aldea. El grupo acepta pasar la noche en la casa de Johann, creyendo que tendrán una mejor oportunidad de sobrevivir a los no-muertos durante el día, pero durante la noche, Kasel descubre accidentalmente que Johann mantiene a su esposa no-muerta, Lisa, atrapada en su sótano. Johann revela que ha estado tratando de ayudar a su esposa a recuperar su humanidad para que ellos, y Elise, puedan volver a ser una familia, pero se da cuenta de que su esposa está realmente muerta. Mientras Kasel y sus amigos destruyen a los no-muertos restantes, Johann se reúne con Elise. |              | |                                                                                   |                |                           |
| 10 | 10           | «Motivos personales» Transcripción: «Sorezore no Riyū» (en japonés: それぞれの理由)                                             | Sayaka Oda                                                                        | Megumi Shimizu | 5 de diciembre de 2020    |
| Debido a sus acciones para contener al ejército de demonios, Black Edge gana más popularidad entre los ciudadanos de Orvelia. Scarlett le informa la noticia a su padre, el rey, quien está preocupado por las conexiones de Moriham con los elfos oscuros y le aconseja a Scarlett que tenga cuidado. Scarlett organiza una exploración para investigar un lugar que Orvelia sospecha que el ejército de demonios usará para resucitar al Rey Demonio y acepta la solicitud de Riheet de que Black Edge se coloque en la vanguardia. El miembro más joven de Black Edge, Tamm, desarrolla sentimientos por Sheila, una chica humana, una acción por la que lo reprenden duramente sus compañeros de equipo. Ripine le pregunta a Tamm qué quiere hacer con su vida, a lo que él responde que quiere ser feliz y Ripine responde que su felicidad depende de ayudar a su hermano a alcanzar sus metas. Ella le dice a Tamm que si quiere dejar Black Edge, ella no lo detendrá, pero si hace algo que ponga en peligro a Black Edge, ella lo matará. Tamm acepta dejar de ver a Sheila y centrarse únicamente en la misión. Mientras tanto, Kasel y sus amigos llegan al Valle Rojo, hogar de los orcos. |              | |                                                                                   |                |                           |
| 11 | 11           | «El orgullo de los orcos» Transcripción: «Ōku no Hokori» (en japonés: オークの誇り)                                             | Satoshi Takafuji                                                                  | Megumu Sasano  | 12 de diciembre de 2020   |
| Kasel y sus amigos atraviesan el Valle Rojo y se encuentran con el chamán orco Kaulah y su aprendiz Dale bajo el ataque de orcos no-muertos. Después de vencer a los no-muertos, Kaulah explica que vio la llegada de Kasel a través de sus sueños y Kasel explica que necesita la ayuda del Jefe Aeatola para deshacer el sello de la Espada Sagrada Eia. Desafortunadamente, Aetola murió y su sucesor Sieg ha quedado a cargo del clan orco. Kaulah lleva a Kasel a la aldea de los orcos, donde Sieg revela que Aeatola dejó instrucciones para el heredero de la espada sagrada. Si Kasel es realmente el heredero de la espada sagrada, debe demostrar su valía en el santuario sagrado de los orcos y si falla, Kasel y sus amigos serán ejecutados. |              | |                                                                                   |                |                           |
| 12 | 12           | «La hora del juicio» Transcripción: «Shiren no Toki» (en japonés: 試煉の刻)                                                     | Masashi Abe                                                                       | Rie Koshika    | 19 de diciembre de 2020   |
| Cuando Kasel entra en el santuario sagrado, queda atrapado en una visión donde su madre está viva y no hay demonios plagando el mundo. A pesar de su deseo de pasar más tiempo con su madre, Kasel se da cuenta de que está atrapado en una ilusión y elige voluntariamente regresar al mundo real. Reconociendo que Kasel ha pasado la prueba, Sieg deshace el segundo sello y acepta luchar al lado de Kasel contra el Rey Demonio. Desafortunadamente, Malduk, que había sentido el poder de la espada sagrada, ataca la aldea y hiere a Sieg y a Frey. Enfurecido al ver a sus aliados lastimados, Kasel desata brevemente el poder sagrado y obliga a Malduk a retirarse antes de colapsar por el agotamiento. |              | |                                                                                   |                |                           |
| 13 | 13           | «A mi querido amigo» Transcripción: «Shin'ai-naru Tomo e...» (en japonés: 親愛なる友へ...)                                      | Makoto HoshinoSatoshi TakafujiTatsunari KoyanoMasashi AbeShigeru FukaseSayaka Oda | Megumi Shimizu | 26 de diciembre de 2020   |
| Mientras Kasel se recupera de sus heridas, Frey le escribe una carta a Klaus, describiendo todas las cosas que ha visto y las personas que ha conocido desde que dejó Orvelia. |              | |                                                                                   |                |                           |
| 14 | 14           | «La entrada al abismo» Transcripción: «Fukaki Naraku no Iriguchi» (en japonés: 深き奈落の入口)                                  | Yasuhiro Minami                                                                   | Megumi Shimizu | 26 de diciembre de 2023   |
| Antes de que comience la expedición en el territorio infestado por los demonios, la Princesa Scarlet solicita una practica de entrenamiento con un miembro de Black Edge para cultivar la confianza entre ellos y los Caballeros Guardianes de Orvelia. Azal se ofrece como voluntario, pensando que esta será una victoria fácil, pero es derrotado. Scarlet también decide acompañar a la expedición, en contra de los deseos de Behl, el canciller real de Orvelia. Moriham, sin embargo, ve la ausencia de Scarlet como una oportunidad para usurpar el poder de la familia real. Cuando comienza la expedición al territorio demoníaco, Scarlet intenta hacerse amiga de Ripine, quien la rechaza y afirma que Scarlet no entendería las dificultades que soportaron los elfos oscuros debido a su vida de riqueza y privilegio. Black Edge explora las tierras baldías, Tamm accidentalmente toca un símbolo en el suelo y se convierte en un no-muerto. De repente, Malduk se teletransporta y aparece frente de Black Edge. |              | |                                                                                   |                |                           |
| 15 | 15           | «Batalla en las tierras baldías» Transcripción: «Arechi no Shitō» (en japonés: 荒地の死闘)                                      | Satoshi Takafuji                                                                  | Megumi Shimizu | 9 de enero de 2021        |
| Malduk, con la ayuda de María, mata a todos los miembros de Black Edge, pero se ve obligado a retirarse cuando el ejército de Orvelia se acerca, dejando a Riheet y Ripine como los únicos sobrevivientes. Mientras tanto, Kasel despierta de su coma dos semanas después de su pelea con Malduk. Preocupado por su propio estado mental, decide fortalecer su mente y corazón para manejar adecuadamente la Espada Sagrada Eia. Kaulah también advierte a Frey que Kasel podría morir en su batalla contra el Rey Demonio, haciendo que Frey se preocupe por Kasel y haga todo lo posible para intentar cambiar su destino. |              | |                                                                                   |                |                           |
| 16 | 16           | «La mercenaria con alas de libertad» Transcripción: «Jiyū no Tsubasa o Motsu Yōhei» (en japonés: 自由の翼を持つ傭兵)            | Tatsunari Koyano                                                                  | Megumu Sasano  | 16 de enero de 2021       |
| En su camino a la montaña nevada Windland, Kasel y sus amigos se encuentran con Reina, una mercenaria que ayuda a un pueblo de elfos oscuros con una serie de misteriosas desapariciones. Debido al prejuicio de los elfos oscuros contra los orvelianos, Reina aconseja a Kasel y sus amigos que oculten sus orígenes y afirmen que provienen del Imperio, como ella. También le cuenta a Kasel sobre su vida como noble en el Imperio, hasta que se escapó de casa y se convirtió en mercenaria. Kasel y Reina descubren que un demonio araña gigante ha estado secuestrando gente de la aldea y Cleo es la última víctima. Trabajando juntos, Kasel y Reina salvan a las víctimas y matan al demonio. Con los aldeanos a salvo, Kasel y sus amigos continúan su viaje. |              | |                                                                                   |                |                           |
| 17 | 17           | «Cicatrices de pérdidas» Transcripción: «Sōshitsu no Ato» (en japonés: 喪失の痕)                                                | Masashi Abe                                                                       | Megumi Shimizu | 23 de enero de 2021       |
| El ejército orveliano establece un campamento temporal en la aldea de Elise mientras Scarlet supervisa la recuperación de Riheet. Una vez que despierta, Scarlet le informa que Black Edge fue aniquilado y que él es el único sobreviviente. Amargado, intenta encontrar a Malduk y vengar a sus amigos, pero Scarlet lo encuentra antes de que pueda abandonar el bosque, causando que Riheet se enoje y le revela que nunca se preocupó por Orvelia y solo quería esclavizar a sus ciudadanos como venganza por la discriminación que soportaron los elfos oscuros, sorprendiendo a Scarlet, que nunca supo que Orvelia estaba oprimiendo secretamente a los elfos oscuros. En su camino para encontrar el camino, Riheet se encuentra con María, quien le dice que Illya, la elfa oscura, que indirectamente causó que Orvelia discriminara a los elfos oscuros, originalmente quería salvar a Kyle y le dice a Riheet que vaya a la Torre del Sabio y encuentre la espada que había creado. |              | |                                                                                   |                |                           |
| 18 | 18           | «Una noche de recuerdos» Transcripción: «Tsuioku no Yoru» (en japonés: 追憶の夜)                                                | Sayaka Oda                                                                        | Rie Koshika    | 30 de enero de 2021       |
| Mientras Kasel y sus amigos pasan por algunas llanuras rocosas, son atacados por un no-muerto que Roi reconoce como su excompañero de equipo antes de matarlo. Por la noche, mientras Frey y Cleo están durmiendo, Roi le explica a Kasel que solía trabajar en un grupo de mercenarios dirigido por un capitán llamado Zayed, hasta que Orvelia les pidió que investigaran la actividad demoníaca en las llanuras Gallua. Una vez allí, todo el grupo de Roi se convirtió en no-muertos por las trampas mágicas dejadas por Malduk y Roi solo sobrevivió porque Dominix lo rescató y le permitió quedarse en la Torre del Sabio. Al día siguiente, Roi y Kasel matan a los no-muertos restantes y Roi presenta sus respetos a su capitán caído antes de continuar su viaje. |              | |                                                                                   |                |                           |
| 19 | 19           | «Determinación oculta» Transcripción: «Hisoka na Ketsui» (en japonés: 密かな決意)                                               | Satoshi Takafuji                                                                  | Megumu Sasano  | 6 de febrero de 2021      |
| Kasel y sus amigos llegan a la montaña nevada Windland, pero se ven obligados a caminar a través de una fuerte corriente de viento hasta que llegan a una cabaña de troncos. Allí, Frey cae de agotamiento y el grupo decide pasar la noche en la cabaña hasta que el viento se calme. Kasel, negándose a poner a sus amigos en más peligro, intenta caminar el resto del viaje solo hasta que Roi y Cleo lo detienen y revelan que Frey los protegió del frío de la montaña usando su magia. Al darse cuenta de que sus amigos lo han estado protegiendo de la misma manera que él los ha protegido a ellos, Kasel se disculpa por su pensamiento descarado. El grupo entra en la cueva de Pavel, el hechicero que protege el último sello de la Espada Sagrada Eia, pero Kasel está separado de sus amigos por una gruesa pared de hielo. Mientras tanto, el ejército de Scarlet se prepara para regresar a Orvelia hasta que Riheet le pide instrucciones sobre cómo llegar a la Torre del Sabio porque quiere descubrir la verdad sobre Illya y su espada falsa. Scarlet acepta ir con él. |              | |                                                                                   |                |                           |
| 20 | 20           | «El hechicero solitario» Transcripción: «Kokō no Mahōshi» (en japonés: 孤高の魔法師)                                            | Kazuomi Koga                                                                      | Rie Koshika    | 13 de febrero de 2021     |
| Dentro de la cueva, Kasel se encuentra con Pavel, el hechicero de hielo que una vez se convirtió en un aliado del Rey Kyle. Frey, Roi y Cleo rompen la pared de hielo creada por Pavel y se encuentran con Kasel. Pavel revela que había puesto a prueba a los amigos de Kasel porque quería ver cuánto estaban dispuestos a hacer para ayudar a Kasel y ahora, está dispuesto a explicar su historia con el Rey Kyle. Hace mucho tiempo, Kyle llegó a la cueva de Pavel para solicitar su ayuda contra el Rey Demonio y Pavel aceptó a regañadientes. Después de que Kyle desapareció en su batalla con el Rey Demonio, Pavel y Dominix, contra las protestas de Lorraine, hicieron un plan secreto para proteger a Arlette, la esposa de Kyle, y su hijo por nacer. Usando su magia de hielo, Pavel colocó a Arlette y al no nacido Kasel en animación suspendida y los despertó cien años después. Aunque Pavel lamenta no haber encontrado una mejor manera de asegurar la supervivencia de la línea de sangre de Kyle, Kasel no se arrepiente de la vida que ha vivido y declara que continuará el trabajo de Kyle. Con la noche del regreso del Rey Demonio acercándose rápidamente, Pavel lleva al grupo de Kasel al Árbol del Mundo, el lugar más sagrado del planeta, para que puedan despertar a la Espada Sagrada Eia. Mientras tanto, Malduk y María comienzan su ritual para convocar al Rey Demonio de nuevo en el reino de los vivos, sólo para descubrir que su hechizo ha convocado a Kyle en su lugar.                                                      |              | |                                                                                   |                |                           |
| 21 | 21           | «La verdad de Illya» Transcripción: «Shinjitsu no Iria» (en japonés: 真実のイリア)                                              | Sol Hola Hijo                                                                     | Megumi Shimizu | 20 de febrero de 2021     |
| María inicialmente cree que Kyle fue convocado de la grieta dimensional en la que Angmund estaba atrapado, solo para que Kyle se revelara como Angmund disfrazado. Mientras tanto, Scarlet y Riheet llegan a la Torre del Sabio. Mientras Riheet investiga el laboratorio de Illya, Dominix le revela a Scarlet que Kasel y sus amigos están buscando la Espada Sagrada Eia y que Kasel es el hijo biológico del Rey Kyle, escondido del resto del mundo para asegurar la supervivencia de la línea de sangre de Kyle en caso de que Kyle cayera en la batalla. Riheet busca la Espada Sagrada falsa creada por Illya, solo para descubrir que tal espada no existe. Illya estaba, de hecho, trabajando en un equipo especial que protegería a su portador, Kyle, de la magia del Rey Demonio. Sin embargo, cuando Illya murió, la nobleza de Orvelia la declaro hereje e inventó la historia de Illya creando una espada como un insulto a la diosa Lua para eliminar la línea de sangre de Kyle y tomar el poder para sí mismos. Dominix confirma la historia y admite que trató de revelar la verdad, no logró pero convencer a nadie. Incluso los elfos oscuros, que fueron exiliados debido a las falsas acusaciones lanzadas contra Illya, se convencieron de que ella era culpable. Riheet también descubre que es descendiente de Illya y que su colgante es la versión terminada del equipo de protección en el que Illya había estado trabajando toda su vida. Al darse cuenta de que no tiene nada que perder, Riheet acepta ayudar a Scarlet a encontrar a Kasel. |              | |                                                                                   |                |                           |
| 22 | 22           | «Al árbol del mundo» Transcripción: «Seikaiju o Mezashite» (en japonés: 世界樹を目指して)                                       | Tatsunari Koyano                                                                  | Megumu Sasano  | 27 de febrero de 2021     |
| Pavel guía a Kasel y sus amigos de regreso al bosque de Eliadora como parte del camino hacia el Árbol del Mundo. Desafortunadamente, son atacados por Malduk, María y el resucitado Angmund. Kasel y sus amigos caen al río que rodea el bosque, pero son rescatados inesperadamente por María, quien le pide a Kasel que cuide de Pavel. Lorraine y Selene encuentran a Pavel herido e intentan recuperar su salud usando la fuerza vital del bosque, mientras que Kasel les informa que Angmund ha resucitado. María intenta hablar con Kasel sobre Kyle, pero Lorraine informa a Kasel y sus amigos que María solía ser una santa que adoraba a Lua, hasta que cierto evento que solo ella sabe la hizo adorar a Leia, la diosa de la oscuridad, en su lugar. |              | |                                                                                   |                |                           |
| 23 | 23           | «Lluvia de lágrimas de María» Transcripción: «Maria no Namidaame» (en japonés: マリアの涙雨)                                    | Masashi Abe                                                                       | Megumu Sasano  | 6 de marzo de 2021        |
| María le cuenta a Kasel y sus amigos sobre su antigua vida como santa y amiga de Kyle. Ella lo conoció cuando era príncipe y estaba allí cuando conoció a Arlette, la madre de Kasel. Inicialmente era una devota sirvienta de la diosa Lua y apoyó los esfuerzos de Illya para crear equipos mágicos que protegieran a Kyle del poder del Rey Demonio. Desafortunadamente, durante la Batalla de las llanuras Gallua, Kyle fue corrompido por el poder del Rey Demonio y queda atrapado en la misma grieta dimensional que el Rey Demonio, mientras que Illya fue asesinada por los demonios mientras intentaba ayudar a Kyle. Creyendo que la diosa Lua había abandonado a sus amigos en su momento de mayor necesidad, María renunció a su fe hacia Lua y le jura lealtad a Leia, la diosa de la oscuridad. María se va del bosque de Eliadora, pero no antes de revelar que Kyle se ha convertido en un recipiente para el alma del Rey Demonio, lo que significa que Kasel podría tener que matar a su propio padre para salvar el mundo. Sin embargo, Kasel cree que puede salvar a su padre de la oscuridad. Pavel se recupera de sus heridas, pero admite que, en su estado actual, no podrá llegar al Árbol del Mundo, lo que lo obliga a deshacer el sello final de la Espada Sagrada. El grupo, con Selene uniéndose a ellos, parte hacia el Árbol del Mundo. |              | |                                                                                   |                |                           |
| 24 | 24           | «Los que se paran firmes» Transcripción: «Tachimukau Mono-tachi» (en japonés: 立ち向かう者たち)                                 | Sayaka OdaYasuhiro MinamiSatoshi TakafujiTatsunari KoyanoMasashi AbeKazuomi Koga  | Megumi Shimizu | 13 de marzo de 2021       |
| Mientras Scarlet se prepara para viajar al Árbol del Mundo, le escribe una carta al canciller Behl sobre lo que sucedió durante la expedición en las llanuras Gallua. Mientras tanto, el grupo de Kasel se dirige hacia el Árbol del Mundo y le informa a Selene sobre lo que les sucedió después de abandonar el bosque de Eliadora. |              | |                                                                                   |                |                           |
| 25 | 25           | «Filo de venganza, florece en la oscuridad» Transcripción: «Yami Saku, Fukushū no Yaiba» (en japonés: 闇咲く、復讐の刃)         | Satoshi Takafuji                                                                  | Megumi Shimizu | 20 de marzo de 2021       |
| Riheet y Scarlet llegan al Árbol del Mundo y encuentran la Espada Sagrada Eia, que es reclamada por Riheet para vengar a sus amigos. Malduk intenta tomar la espada de Riheet, pero Scarlet distrae a Malduk el tiempo suficiente para que Riheet lo decapite. Desafortunadamente, Angmund toma la Espada Sagrada Eia de Riheet, justo cuando Kasel y sus amigos llegan al Árbol del Mundo. |              | |                                                                                   |                |                           |
| 26 | 26           | «La batalla del árbol del mundo» Transcripción: «Sekaiju no Tatakai» (en japonés: 世界樹の戦い)                                 | Makoto Hoshino                                                                    | Megumi Shimizu | 27 de marzo de 2021       |
| La batalla final comienza cuando Kasel y sus amigos separan a Angmund de la Espada Sagrada Eia. Desafortunadamente, Eia en realidad estaba restringiendo el poder de Angmund y sin la espada sagrada, Angmund puede desatar completamente su poder sobre los héroes. Kasel apenas agarra a Eia, justo a tiempo para que Riheet le dé el colgante creado por Illya. El colgante crea una armadura que protege a Kasel del poder oscuro de Angmund y con todo el poder de Eia, Kasel libera a Kyle de la armadura de Angmund y permite que su alma parta al otro mundo. Con la batalla terminada, la actividad demoníaca ha disminuido significativamente. Scarlet le ofrece a Riheet un título nobiliario como un intento de promover relaciones pacíficas entre Orvelia y los elfos oscuros, pero Riheet solicita algún tiempo antes de poder tomar su decisión. Primero necesita convencer a sus compañeros elfos oscuros sobre las acciones de Illya, con la esperanza de que, con el tiempo, esto mejore las relaciones entre Orvelia y los elfos oscuros. Antes de dejar Orvelia, Riheet le da el colgante de Illya a Kasel. Mientras Riheet se reúne con Ripine, que apenas sobrevivió al ataque de Malduk, Kasel y Frey se reúnen con Cleo y Roi, listos para comenzar otra aventura juntos. |              | |                                                                                   |                |                           |